# Comté de Siaya
Le comté de Siaya est un des six comtés de l'ancienne province de Nyanza au Kenya. Il borde la rive nord du golfe de Winam au nord-est du lac Victoria et est peuplé presque exclusivement par des Luo. Son chef-lieu est Siaya et est traversé par la ligne équinoxiale.

## Histoire
C'est le 4 août 2010, par l'adoption par les Kényans de la nouvelle Constitution, qu'est créé le comté. Cependant, il faut attendre le 28 mars 2013 pour la pérennisation de ses pouvoirs législatifs et exécutifs.

## Géographie et géologie

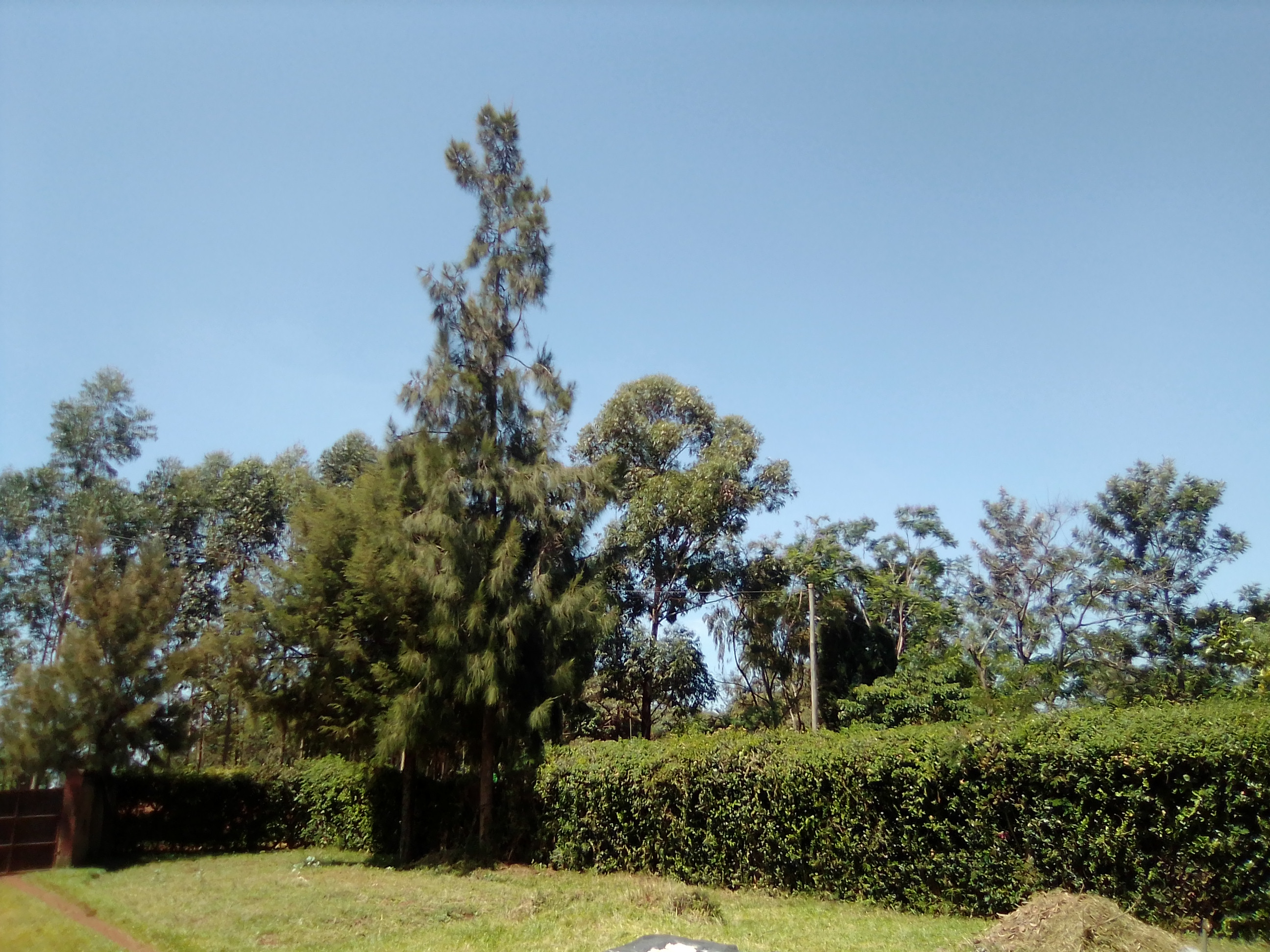
Conifères dans le comté de Siaya.

Traversé par l'équateur, il est bordé au nord-ouest et au nord par le comté de Busia, au nord-est par le comté de Kakamega, à l'est par le comté de Vihiga, au sud-est par le comté de Kisumu, au sud par le comté de Homa Bay et à l'est par la frontière avec l'Ouganda (lac Victoria).
Le point culminant se situe dans la localité de Ng'iya à 1 451 m (0° 02′ 22″ N, 34° 22′ 16″ E) tandis que l'altitude la moins élevée est le lac Victoria avec 1 131,7 m.
Le sous-sol, essentiellement formé de basalte, constitue l'extrémité australe de la faille ouest du linéament oriental de la vallée du Grand Rift (rift Kavirondo ou rift de Nyanza) formée par les activités tectoniques du Miocène.
Des roches datant de l'éon Hadéen du précambrien couvrent le sol du comté. Le sulfate de fer abonde également en surface. Dans l'ouest du district, les sols sont constitués de terreau sablonneux formé à partir de roches sédimentaires. Les dépôts alluviaux provenant de l’érosion des hautes terres apparaissent fréquemment le long des plaines d’inondation des rivières Yala et Nzoia où les sols tourbeux et marécageux ainsi que le vertisol dominent (marais de Yala). Tandis que dans la péninsule d'Yuoma (le lieu le plus austral du comté), on trouve des aggloméras de néphéline provenant de volcans apparus au miocène.

## Hydrographie

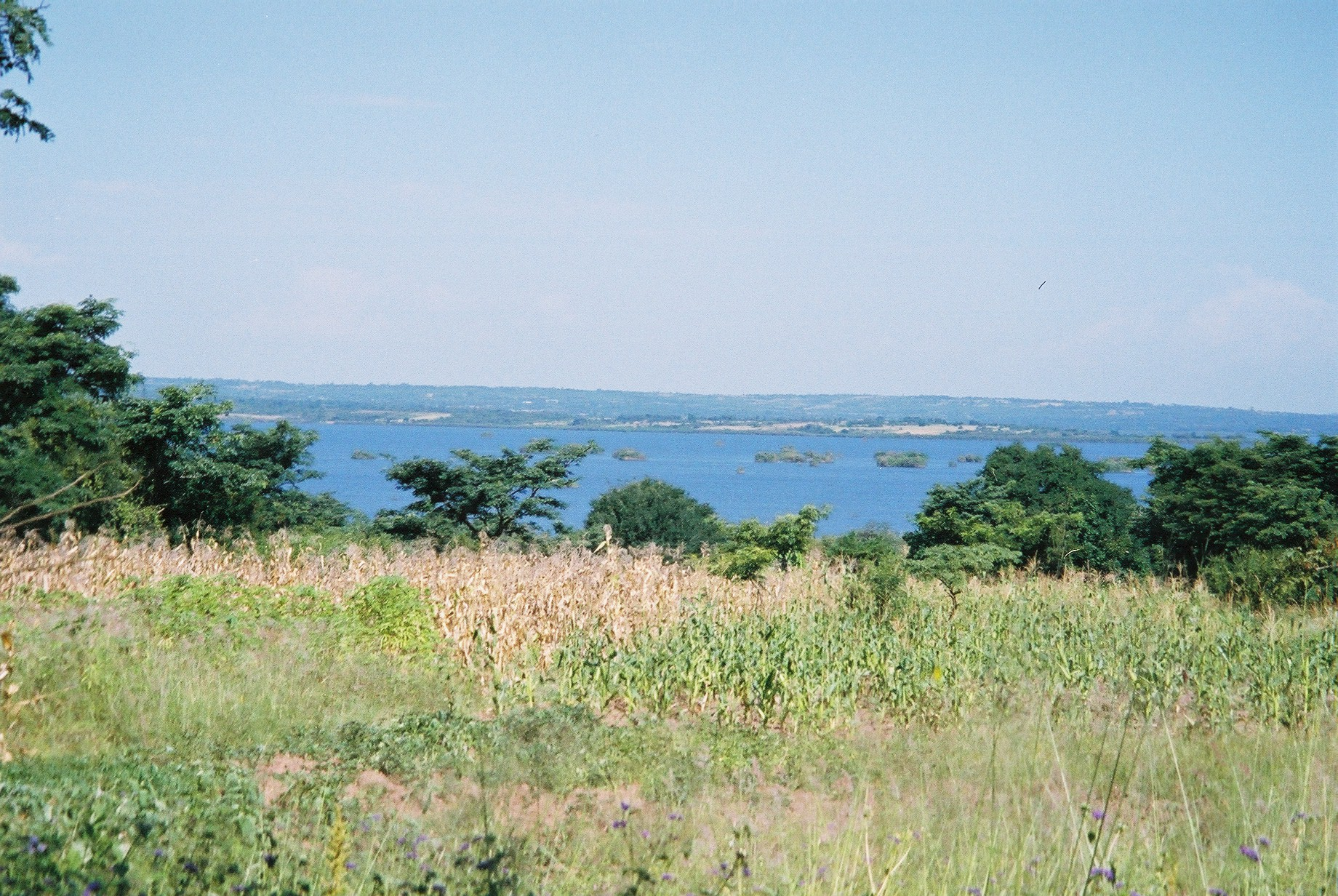
Le lac Kanyaboli alimenté par la Yala et la Rapudo.

Principales rivières et leur affluents :
- Yala,
  - Ochok,
  - Hwiro,
  - Rapudo ;
- Nzoia,
  - Wuroya,
    - Sese,
    - Viratsi,
    - Uludhi,

  - Irana,
  - Kirand,
  - Nyamawin ;
- Aredo,
  - Ndate,
    - Okiewo,
    - Achar.

Lacs :
- naturels :
  - Victoria et golfe de Winam,
  - Kanyaboli,
  - Sare,
  - Namboyo,
  - Uranga ;
- artificiels :
  - Mauna,
  - Yenga.

Marais :
- parties sud et est du marais de Yala ;
- Uranga.

## Population
La superficie totale est de 3 535,4 km2 dont 2 530,4 km2 sur terre ferme et 1 005 km2 sous eau (les différents lacs et une partie du marais de Yala). Cette surface de terre ferme pour 842 304 habitants donne une densité réelle de peuplement de 333 hab./km2. Lors du dernier recensement national de 2009, cette population était composée de 199 034 familles, soit une moyenne de 4,23 personnes par famille et constituée par 398 652 personnes de sexe masculin et 443 652 personnes de sexe féminin.
La distribution des âges se répartit en 46,1 % de 0-14 ans, 50,9 % de 15-64 ans et en 3 % de 65 ans et plus.

## Situation sanitaire
Une étude parue en 2002 révèle certaines particularités du comté :
- les principales maladies rencontrées sont le paludisme, le SIDA, les diarrhées et les troubles respiratoires ;
- la mortalité infantile est de l'ordre de 113 pour 1 000 naissances tandis que la mortalité juvénile est de 102 pour 1 000. Ceci est dû, en grande partie, aux innombrables erreurs de diagnostic posé, en 1re ligne par les auxiliaires médicaux locaux (Community Health Workers aussi appelés Barefoot doctors en anglais)[6] ;
- malnutrition : 2,5 à 5 % des enfants de moins de 36 mois en sont atteints ;
- paludisme :
  - 20 % des enfants de moins de 48 mois sont infectés,
  - 45 % des enfants de moins de 5 ans dorment sous une moustiquaire.

Aucun établissement de soins ne possède d'ambulance mais tous ont un centre VCT (« conseil et dépistage volontaire ») du VIH.
Avec ~620 lits d'hôpitaux disponibles, en 2010, pour tout le comté, cela représente 1 lit pour 1 358 habitants.
Trois hôpitaux sont des institutions publiques de catégorie A :
- le Siaya District Hospital 360 lits (dont 60 en pédiatrie) qui n'est pas bien équipé en gros moyens (hormis l'imagerie médicale par rayons X) mais possède un laboratoire de biologie médicale et de recherche scientifique financé par l'université du Nouveau-Mexique et le Kenya Medical Research Institute ainsi qu'une haute école de médecine et d'infirmerie, le Kenya Medical Training College[10]. Bien que ce soit le plus important complexe médical de la province de Nyanza après ceux de Kisumu, il est largement saturé. En pédiatrie, les enfants sont alités par deux pour un lit ; le département obstétrique, voit une moyenne de 3 naissances journalières ;
- le Bondo District Hospital (38 lits) ;
- le Yala Sub District Hospital (20 lits).

Quatre hôpitaux sont des institutions privées de catégorie B totalisant 166 lits.
Une maternité privée de catégorie C avec 20 lits à Siaya. En 2012, une maternité privée de catégorie B avec 10 lits s'est ouverte à Ukwala.
Quatre centres VCT.

## Enseignement
Selon le rapport annuel Statistical Abstract 2010 édité par le Kenya National Bureau of Statistics (KNBS),  (ISBN 9966-767-24-X) et concernant l'année 2009, le comté compte :
- 271 628 enfants scolarisés dans 656 écoles primaires avec un ratio, dans les écoles publiques, de 1 instituteur pour 53 élèves ;
- 22 042 étudiants scolarisés dans 148 établissements du secondaire avec un ratio, dans les écoles publiques, de 1 professeur pour 31 étudiants.

## Économie
Les principales activités sont :
- secteur primaire : culture du maïs et du millet, pêche, élevage de vaches laitières. Depuis 2003, la Dominion Farms Ltd (une succursale du Dominion Group basé à Edmond en Oklahoma) exploite en bordure du marais de Yala une concession de 23 km2 où elle cultive le riz, le tournesol, la banane et élève des poissons en pisciculture ;
- secteur secondaire : commerces de proximité ;
- secteur tertiaire : six banques commerciales, neuf institutions de microcrédit et deux banques coopératives.

L'indice de pauvreté est de 37,9 % en milieu urbain et de 57,9 % en milieu rural. Le ratio de dépendance économique est 100 dépendants pour
96,3 productifs.

## Structure sociétale

### Structure exécutive et législative
Depuis le 28 mars 2013, et consécutivement aux élections générales du 4 mars 2013, le comté (County), comme tous les autres comtés du Kenya, est semi-autonome par rapport au gouvernement central. L'entité peut lever des impôts ou adopter des règlements locaux (par ex. : urbanisme, police) ainsi que gérer les ressources naturelles, humaines et les infrastructures pour autant que la décision ne soit pas contraire ni à la Constitution ni aux Lois de l'État. L'autorité exécutive du comté est responsable des moyens qui lui sont apportés par l'exécutif national.
L'autorité exécutive comporte un gouverneur, un vice-gouverneur et dix autres membres. Le gouverneur actuel est Cornell Rasanga (ODM).
L'assemblée locale est constituée de 51 élus (un par Ward, « autorité locale ») auxquels il faut ajouter le Président ex officio de l'assemblée locale (Chairman of the County Cuncil).

### Structure administrative

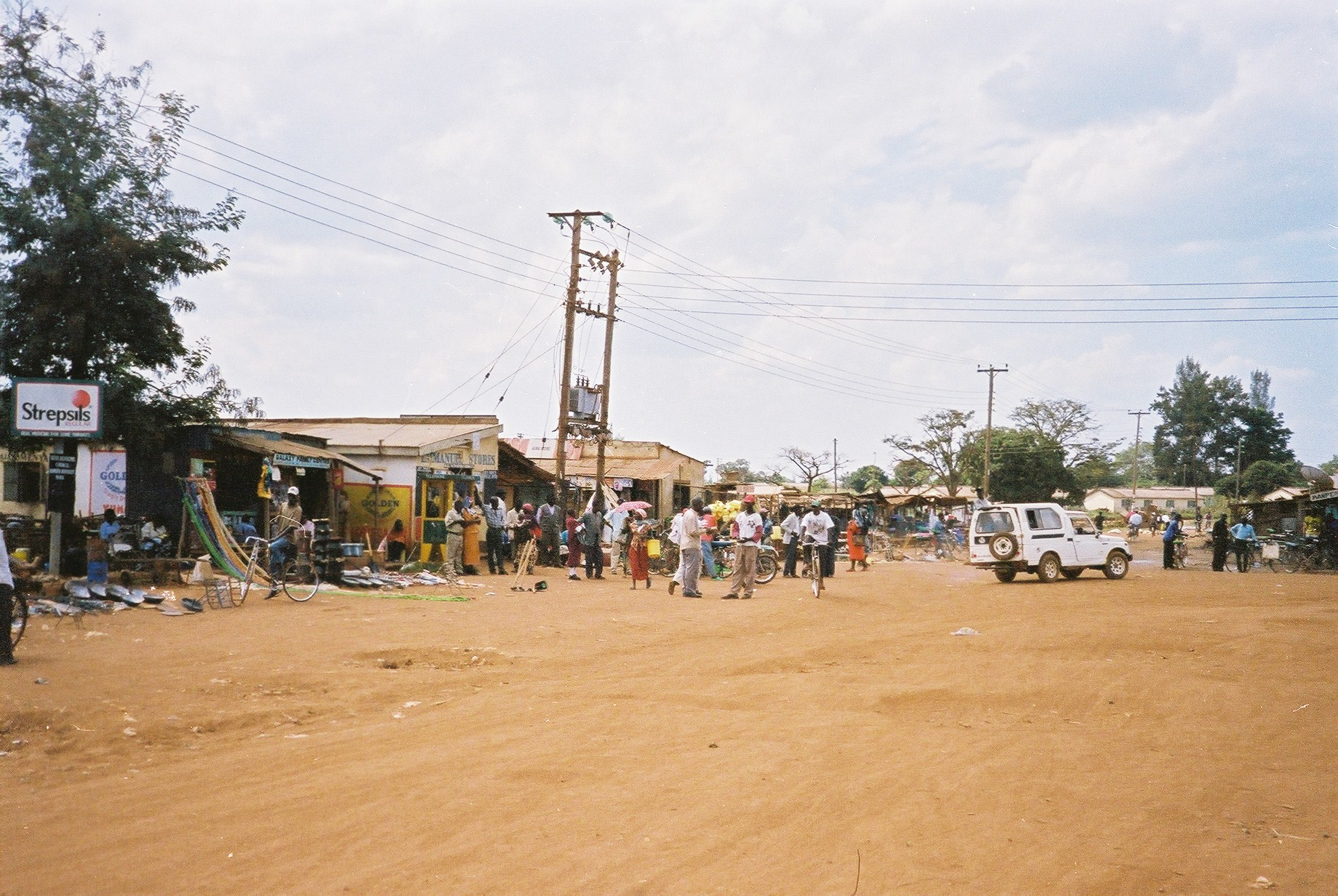
Le centre de Siaya

Le comté est divisé, depuis 2009, en cinq districts (wilaya) eux-mêmes partagés en divisions administratives (tarafa), elles-mêmes divisées en localités (Mtaa) et, enfin, ces dernières en quartiers (Kijiji) :
- district d'Alego, chef-lieu Siaya,
  - divisions : Boro, Karemo et Uranga ;
- district de Bondo, chef-lieu Bondo,
  - divisions : Sakwa et Yimbo ;
- district de Gem, chef-lieu Yala,
  - divisions : Yala et Wagai ;
- district de Rarieda, chef-lieu Rarieda,
  - divisions : Asembo et Uyoma ;
- district d'Ugenya, chef-lieu Ukwala,
  - division : Ugunja et Ukwala.

Depuis les élections générales du 4 mars 2013, les districts ne sont plus gérés par l'exécutif national mais bien par l'exécutif local du comté.

### Structure électorale
Entre 1963 et 1992, le comté était constitué de quatre circonscriptions électorales (Constituencies). En 1992 est venu s'ajouter la circonscription de Rarieda, par division de celle de Bondo, et, en 2013, celle d'Ugunja, par division de la circonscription d'Ugenya. Chacune des circonscriptions sont, depuis 2010, territorialement équivalentes aux districts sauf pour le district d'Ugenya qui comporte deux circonscriptions depuis 2013. Elles sont, chacune, représentée par un député (Member of Parliament ou MP) à l'Assemblée nationale qui comptait 224 membres jusqu'en 2013 et 351 membres depuis.
|                                                                                              | Circonscription d'Alego Usonga | Circonscription d'Alego Usonga | Circonscription de Gem   | Circonscription de Gem | Circonscription d'Ugenya | Circonscription d'Ugenya | Circonscription d'Ugunja | Circonscription d'Ugunja | Circonscription de Bondo | Circonscription de Bondo | Circonscription de Rarieda | Circonscription de Rarieda |
| Élection                                                                                     | MP                             | Parti                          | MP                       | Parti                  | MP                       | Parti                    | MP                       | Parti                    | MP                       | Parti                    | MP                         | Parti                      |
| 1963                                                                                         | Luke Rarieya Obok              | KANU                           | Argwings Kodhek          | KANU                   | John Odero Sar           | KPU                      |                          |                          | Oginga Odinga            | KANU                     |                            |                            |
| 1966                                                                                         | Luke Rarieya Obok              | KPU                            | Argwings Kodhek          | KANU                   | Matthews Joseph Ogutu    | KANU                     |                          |                          | Oginga Odinga            | KPU                      |                            |                            |
| 1969                                                                                         | Peter Okudo                    | KANU                           | Wasonga Sijeyo           | KANU                   | Matthews Joseph Ogutu    | KANU                     |                          |                          | William Odongo Omamo     | KANU                     |                            |                            |
| 1969*                                                                                        |                                |                                | Isaac Omolo Okero        | KANU                   |                          |                          |                          |                          |                          |                          |                            |                            |
| 1974                                                                                         | Peter Oloo Aringo              | KANU                           |                          |                        | Matthews Joseph Ogutu    | KANU                     |                          |                          | John Hezekiah Ougo       | KANU                     |                            |                            |
| 1979                                                                                         | Peter Oloo Aringo              | KANU                           | Aggrey Otieno Ambala     | KANU                   | Matthews Joseph Ogutu    | KANU                     |                          |                          | John Hezekiah Ougo       | KANU                     |                            |                            |
| 1980*                                                                                        |                                |                                |                          |                        | James Orengo             | KANU                     |                          |                          | William Odongo Omamo     | KANU                     |                            |                            |
| 1983                                                                                         | Peter Oloo Aringo              | KANU                           | Horace Owiti             | KANU                   | Stephen Oluoch Ondiek    | KANU                     |                          |                          | William Odongo Omamo     | KANU                     |                            |                            |
| 1988                                                                                         | Peter Oloo Aringo              | KANU                           | Grace Ogot               | KANU                   | Stephen Oluoch Ondiek    | KANU                     |                          |                          | Gilbert Paul Oluoch      | KANU                     |                            |                            |
| 1992                                                                                         | Otieno Mak’Onyango             | Ford-K                         | Oki Ooko Ombaka          | Ford-K                 | James Orengo             | Ford-K                   |                          |                          | Oginga Odinga            | Ford-Kenya               | Achieng' Oneko             | Ford-Kenya                 |
| 1995**                                                                                       |                                |                                |                          |                        |                          |                          |                          |                          | Oburu Odinga             | NDP                      |                            |                            |
| 1997                                                                                         | Peter Oloo Aringo              | NDP                            | Joe Donde                | Ford-K                 | James Orengo             | Ford-K                   |                          |                          | Oburu Odinga             | NDP                      | George Odeny Ngure         | NDP                        |
| 2002                                                                                         | Samuel Arthur Weya             | NARC                           | Washington Jakoyo Midiwo | NARC                   | Stephen Oluoch Ondiek    | NARC                     |                          |                          | Oburu Odinga             | NARC                     | Raphael Tuju               | NARC                       |
| 2007                                                                                         | Edwin Ochieng Yinda            | ODM                            | Washington Jakoyo Midiwo | ODM                    | James Orengo             | ODM                      |                          |                          | Oburu Odinga             | ODM                      | Nicholas Gumbo             | ODM                        |
| 2013                                                                                         | George Omondi Muluany          | WDM-K                          | Washington Jakoyo Midiwo | ODM                    | David Ouma Ochieng       | ODM                      | James Opiyo Wandayi      | ODM                      | Gideon Ochanda           | ODM                      | Nicholas Gumbo             | ODM                        |
| * Par élection séparée. ** Par élection séparée à la suite du décès d'Oginga Odinga en 1994. |                                |                                |                          |                        |                          |                          |                          |                          |                          |                          |                            |                            |

Durant l'élection législative du 4 mars 2013, les électeurs du comté ont aussi, pour la première fois, élu leur représentant au Sénat. Celui-ci est James Orengo (ODM).

### Localités et autres lieux du comté
- Bondo : ville et chef-lieu du district de Bondo;
- lac Kanyaboli dans le district d'Alego ;
- lac Victoria et golfe de Winam ;
- marais de Yala dans le district d'Alego ;
- Nyamninia : village du district de Gem ;
- Nyang’oma-Kogelo : village du district d'Alego ;
- Ramogi hill : le lieu historique où les premiers Luo arrivés dans la région au XVIe siècle construisent leur gunda bur (village protégé par un talus de terre)[14] ;
- rivière Yala ;
- Siaya : ville, chef-lieu du comté, du district d'Alego et de la division administrative de Karemo ;
- St. Mary's School of Yala : école secondaire ;
- Ukwala : chef-lieu du district d'Ugenya ;
- Urewe : site archéologique qui a fait connaitre la civilisation Urewe ;
- Yala : ville et chef-lieu du district de Gem.

### Personnalités liées au comté
- Conjestina Achieng', première femme africaine à être devenue championne du monde de boxe féminine ;
- Odera Akang'o, chef tribal ;
- Joyce Aluoch, juge à la Cour pénale internationale et Présidente du Tribunal pour le Darfour ;
- Argwings Kodhek, avocat et homme politique ;
- Thomas Odhiambo Mboya, homme politique ;
- Tony Nyadundo, musicien-chanteur-compositeur chantre du style musical Ohangla.
- Peter Anyang' Nyong'o : homme politique, actuel sénateur du comté et secrétaire général du parti politique ODM ;
- Barack Obama Senior, père du 44e Président des E.U. ;
- Thomas Risley Odhiambo, entomologiste ;
- Jaramogi Oginga Odinga, premier Vice-Président du Kenya ;
- Raila Amolo Odinga, fils de Jaramogi Oginga Odinga, guide de l'opposition politique durant les élections présidentielles de décembre 2007 et le 2e et dernier Premier ministre du Kenya ;
- Bethwell Allan Ogot, historien et chancelier de la Moi University d'Eldoret ;
- Grace Ogot, première femme écrivain kényane de renommée internationale et épouse de Bethwell Allan Ogot ;
- Ramogi Achieng' Oneko, homme politique et l'un des 6 pères fondateurs du Kenya indépendant ;
- Grace Onyango, femme politique ;
- David Wasao, zoologiste, premier professeur d'université d'origine luo et premier professeur émérite du Kenya.

## Sources et bibliographie
Statistical Abstract 2010 édité par le Kenya National Bureau of Statistics (KNBS),  (ISBN 9966-767-24-X)